# カロラ (小惑星)
カロラ (128166 Carora) は小惑星帯の小惑星。ベネズエラの国立天文台でイグナシオ・フェリンとC. Leal が発見した。
名前は、ベネズエラの都市カロラ(en:carora)から命名された。